# Trasporti in Spagna
Questa voce raccoglie le principali tipologie di trasporti in Spagna.

## Trasporti su rotaia

### Rete ferroviaria
In totale: 14.781 km, dei quali 8.791 elettrificati (dati 2004)
- - scartamento iberico (1668 mm): 11.829, di cui 6.950 elettrificati
  - scartamento normale (1435 mm): 998 km, tutti elettrificati
  - scartamento ridotto (1000 mm): 1.926 km, di cui 815 elettrificati
  - scartamento ridotto (914 mm): 28 km, tutti elettrificati
- Gestore nazionale: Administrador de Infraestructuras Ferroviarias (ADIF)
- Operatore nazionale: Renfe Operadora
- Collegamento a reti estere contigue
  - presente
    - con stesso scartamento (1668 mm): Portogallo
    - con cambio di scartamento (1668/1435 mm): Francia.

### Reti metropolitane
La metropolitana è presente a Barcellona, Bilbao, Madrid, Valencia, Palma di Maiorca, Siviglia e Granada.

### Reti tranviarie

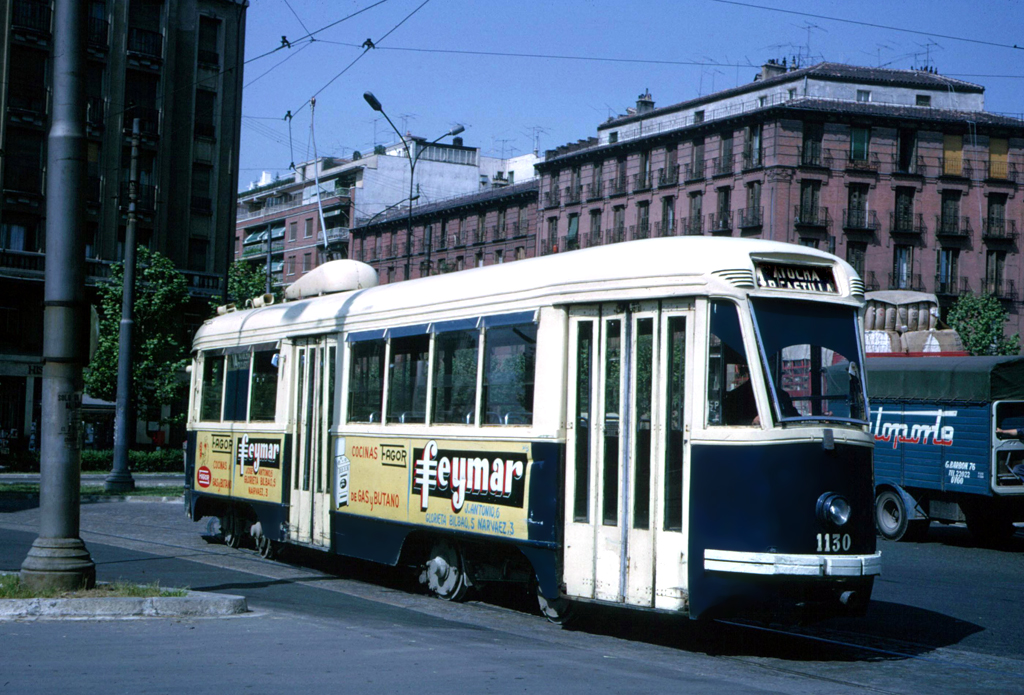
Madrid: tram Fiat PCC n. 1120 nel 1969

Il servizio tranviario è presente nelle città di Alicante, Barcellona, Bilbao, La Coruña, Palma di Maiorca, Saragozza, Siviglia e Valencia. Altre reti, come quella di Madrid, smantellata nel 1972 sono in fase di realizzazione o di ricostruzione.

## Trasporti su strada

### Rete stradale
In totale: 346.858 km (dati 1997)
- asfaltate: 343.389 km, 9.063 dei quali appartenenti a superstrade
- bianche: 3.469 km.

### Reti filoviarie
Attualmente in Spagna esiste la sola rete (composta da un'unica linea) di Castellón de la Plana, inaugurata nel 2008; in passato dodici città gestivano filobus, tra cui Barcellona (1941-1968) e Madrid (1950-1966); l'ultima rete ad essere smantellata fu quella di Pontevedra (1943-1989).

### Autolinee
Nella capitale, Madrid, l'EMT espleta il servizio di trasporto pubblico; in tutte le città ed in altre zone abitate della Spagna sono presenti aziende pubbliche e private che gestiscono trasporti - urbani, suburbani, interurbani e turistici - esercitati con autobus.

## Trasporti aerei
- Compagnia di bandiera: Iberia

### Aeroporti
In totale: 105 (dati 1999)
a) con piste di rullaggio pavimentate: 70
- oltre 3047 m: 15
- da 2438 a 3047 m: 11
- da 1524 a 2437 m: 17
- da 914 a 1523 m: 17
- sotto 914 m: 10

b) con piste di rullaggio non pavimentate: 35
- oltre 3047 m: 0
- da 2438 a 3047 m: 0
- da 1524 a 2437 m: 1
- da 914 a 1523 m: 9
- sotto 914 m: 25.

### Eliporti
In totale: 2 (dati 1999)

## Idrovie
La Spagna dispone di 1.045 km di acque interne (dati 1996)

### Porti e scali
- Algeciras, Almería, Barcellona, Bilbao, Cadice, Cartagena, Ceuta, Gijón, Huelva, La Coruña, Las Palmas de Gran Canaria, Malaga, Melilla, Motril, Palma di Maiorca, Sagunto, Santa Cruz de Tenerife, Santander, Tarragona, Valencia e Vigo.

e tanti altri porti piccoli all'interno della nazione